# Viridomarus
Viridomarus (1. století př. n. l. - 52 př. n. l.?) byl vůdcem galského kmene Aeduů během galských válek. Aeduové byli spojenci Římanů, ale po bitvě u Avarica se přidali na stranu galské koalice vedené Vercigetorikem.
Během galských válek druid Diviciacus doporučil Viridomara spolu s dalším válečníkem Eporedorikem Juliu Caesarovi. Ten je oba pověřil velením spřízněných galských kavalerií. Během galské vzpoury v roce 52 př. n. l. se spolu s Eporedorikem snažil pomoci jednotkám Julia Caesara, ale po masakru v bitvě u Avarica se obrátil se svým kmenem Aeduů proti římským legiím. Následně spolu s Eporedorikem se účastnil bitvy u Alesie, kde se snažil pomoci Vercingetorikovi z římského obležení. Další osudy Viridomara nejsou známé, některé zdroje uvádějí, že padl v bitvě u Alesie, jiné píšou, že byl spolu s Eporedorikem obžalováný z vlastizrady a bez soudu zavražděný Římany.